# Republik Ostturkestan

Flagge der Republik Ostturkestan

Karte der Republik Ostturkestan

Die Republik Ostturkestan (auch: Zweite Republik Ost-Turkestan, شەرقىي تۈركىستان جۇمھۇرىيىتى Sherqiy Türkistan Jumhuriyiti, chinesisch 東突厥斯坦共和國, Pinyin Dōng Tūjuésītǎn Gònghéguó, russisch Vostochnaya Turkestanskaya Respublika, englisch Second East Turkestan Republic, East Turkestan Republic, ETR) war eine kurzlebige sozialistische Volksrepublik der Turkvölker in einem kleinen Teil Xinjiangs, die von der Sowjetunion zwar unterstützt, aber nicht offiziell anerkannt wurde. Die Republik existierte vom 12. November 1944 bis zum 20. Oktober 1949 und darf nicht mit der kurzlebigen Islamischen Republik Ostturkestan 10 Jahre zuvor verwechselt werden. Sie begann als Aufstand in den drei nördlichen Distrikten Ili, Tarbaghatai und Altay der Provinz Xinjiang in der damaligen Republik China und mündete in die Ili-Rebellion. Der restliche Teil von Xinjiang blieb unter der Kontrolle der Kuomintang. Heute gehören die Gebiete, in denen der Aufstand stattfand, zum Uigurischen Autonomen Gebiet Xinjiang der Volksrepublik China.

## Geschichtlicher Hintergrund
Ab 1934 stand Xinjiang unter dem Einfluss der Sowjetunion. Der „Warlord“ Sheng Shicai war auf die militärische Unterstützung und den Handel mit den Sowjets angewiesen. 1934 und 1937 kamen sowjetische Truppen in das Gebiet, um Sheng zu unterstützen. Nachdem die 36. Division von General Ma Zhongying 1934 zurückgeschlagen worden war und die sowjetischen Truppen 1935 wieder abgezogen worden waren, sandten die Sowjets eine Kommission nach Xinjiang, um einen Plan zum Umbau der Provinz auszuarbeiten. Leiter der Kommission war Alexander Swanidse, Stalins Schwager und Direktor der Sowjetischen Staatsbank. Die Sowjetunion vergab an Sheng einen Kredit in Höhe von 5 Millionen Gold-Rubel. Der Vertrag wurde von Sheng am 16. Mai 1935 ohne Benachrichtigung oder Genehmigung der Zentralregierung von China unterzeichnet. Nach der sowjetischen Intervention 1937 und der Unterdrückung von dunganisch dominierten Region Dunganistan im Süden von Xinjiang zog die sowjetische Regierung nur einen Teil der Truppen ab. Ein Regiment des Ministeriums für Innere Angelegenheiten verblieb in Kumul, um eine mögliche Offensive der Kaiserlich Japanischen Armee abzuwehren, die bereits die Innere Mongolei erobert hatte. Im Austausch wurden Schürfrechte für Erdöl, Zinn und Wolfram sowie Handelsabkommen geschlossen, die für die UdSSR höchst vorteilhaft waren.
1936, nachdem Sheng Shicai 20.000 Kasachen aus Xinjiang nach Qinghai vertrieben hatte, massakrierten Hui unter General Ma Bufang ihre muslimischen kasachischen Kameraden. Nur 135 überlebten.
Am 26. November 1940 schloss Sheng Shicai eine Übereinkunft mit der UdSSR, die den Sowjets weitere Konzessionen in Xinjiang auf 50 Jahre garantierte, inklusive Gebieten, die an Indien und Tibet angrenzten. Dadurch wurde Xinjiang fast komplett unter politische und wirtschaftliche Kontrolle der UdSSR gestellt. Sheng Shicai schreibt in seinen Memoiren, Red failure in Sinkiang, dass Joseph Stalin ihn dazu gezwungen hätte, die geheime Vereinbarung über Konzessionen 1940 zu unterzeichnen. Die „Vereinbarung“ war von Stalin verfasst worden und enthielt 17 Artikel, die letztendlich dazu führen sollten, dass Xinjiang dasselbe Schicksal wie Polen erleiden sollte. Sheng Shicai war über diese Absicht von den sowjetischen Abgesandten in Ürümqi, Bakulin und Karpov informiert worden.
Der erste Artikel setzte fest: „Die Regierung von Sinkiang ist damit einverstanden, die exklusiven Rechte für die Prospektion, Untersuchung und Ausbeutung der Zinnminen und der seltenen Erden im Territorium von Sinkiang der Regierung der UdSSR zu übertragen.“ Die UdSSR gründete eine Sin-Tin-„Agentur“ (Trust) als unabhängige juristische Person, die nur der Gesetzgebung der UdSSR gegenüber verpflichtet war und in Übereinstimmung mit dem Artikel 4 der Übereinkunft das Recht erhielt, ohne Behinderung Zweigbüros, Unterzweigstellen und Büros im ganzen Gebiet von Sinkiang zu eröffnen, mit allen notwendigen Mitteln, Lieferungen von Gerätschaften und Materialien und weiteren Importen aus der UdSSR sowie Exporten von Mineralien aus Sinkiang ohne Zollauflagen und Steuern.
Nach der Unterzeichnung der Vereinbarung wurden von den Sowjets großangelegte Explorations-Expeditionen nach Xinjiang entsandt (1940, 1941) und große Lagerstätten verschiedener Bodenschätze, unter anderem Uran und Beryllium, in den Bergen in der Nähe von Kaschgar und in der Region Altai entdeckt. Erze wurden aus Xinjiang- und Altai-Minen bis 1949 in die UdSSR exportiert. Sowjetische Geologen arbeiteten in Xinjiang bis 1955, als Chruschtschow sich weigerte, an Mao Zedong die Technologien zu liefern, mit denen die PRC Atomwaffen herstellen wollte. Ein chinesisches Atomprojekt wurde in Einrichtungen begonnen, die die Sowjets in Chuguchak und Altai im Norden Xinjiangs errichtet hatten. Diese Einrichtungen waren von der Sowjetunion zur Herstellung von Kernwaffentechnik und zur Herstellung der ersten sowjetischen Atombombe gebaut worden, die erfolgreich am 29. August 1949 getestet worden war. Tausende japanische Kriegsgefangene verschwanden in dieser Zeit spurlos bei der Arbeit an dem Projekt.
Nach der deutschen Invasion in der Sowjetunion im Juni 1941, und dem Eintritt der Vereinigten Staaten in den Zweiten Weltkrieg im Dezember 1941, wurde die Sowjetunion ein viel unattraktiverer Partner für Sheng als die Kuomintang. 1943 gab Sheng seine Verbündeten zugunsten der Kuomintang auf, nachdem die Sowjets bedeutende Niederlagen durch die Deutschen erlitten hatten. Alle sowjetischen Rotarmee-Einheiten und Techniker wurden ausgewiesen und Einheiten der Nationalrevolutionären Armee der Republik China unter Ma Bufang wurden nach Xinjiang entsandt um die Provinz zu sichern. Ma Bufang unterstützte die Kuomintang durch den Bau von Straßen, die Qinghai und Xinjiang verbanden, wodurch es möglich wurde, Xinjiang unter Kontrolle zu bringen. Im August 1942 traf Sheng auf Vladimir Dekanozov, den ehemaligen sowjetischen Botschafter in Deutschland und Vizekommissar des Ministeriums für Auswärtige Beziehungen der UdSSR, in Ürümqi und verlangte den Rückzug aller sowjetischen Truppen und Funktionäre aus Xinjiang innerhalb von drei Monaten, die Entfernung aller sowjetischen Ausrüstung aus dem Gebiet der Konzessionen sowie die Schließung aller Ölfelder in Tushangze (Jungaria) und der sowjetischen Flugzeugfabrik in Ürümqi. Am 29. August 1942, dem Tag nachdem Dekanozov Ürümqi verlassen hatte, traf Sheng Madame Chiang Kai-Shek, die Frau des chinesischen Generalissimos. Sie flog mit einem Brief nach Ürümqi. In diesem Brief bat Chiang Kai-shek Sheng um seine Vergebung für alle seine früheren Geschäfte. Sheng wurde 1943 zum Anführer der Kuomintang-Parteiabteilung in Xinjiang ernannt und öffnete die Provinz für Funktionäre der Partei. Um die Verbindung mit der Kuomintang zu festigen, ließ Sheng am 17. September 1942 eine Reihe chinesischer Kommunisten verhaften, die vom Zentral-Komitee der Kommunistischen Partei Chinas 1938 entsandt worden waren, und ließ sie 1943 hinrichten. Unter den Hingerichteten war auch Mao Zemin, der Bruder von Mao Zedong. Im Sommer 1944, nach dem Sieg über die Deutschen an der Ostfront, versuchte Sheng noch einmal die Kontrolle über Xinjiang zu erlangen und wandte sich erneut an die Sowjetunion. Nun ließ er die Funktionäre der Kuomintang in Ürümqi festsetzen und sandte einen Brief an Stalin mit dem Angebot „Xinjiang in die UdSSR einzugliedern als ihre 18. Sowjet-Republik“. Sheng Shicai bat Stalin um den Posten des Herrschers der zukünftigen Sowjetrepublik. Stalin weigerte sich jedoch mit Sheng zu verhandeln und leitete den vertraulichen Brief an Chiang Kai-shek weiter. Daraufhin entzog ihm die Kuomintang die Leitung der Provinz im August 1944 und ernannte ihn als niederen Beamten auf einem Posten im Forst-Ministerium von Chongqing.
1944 nutzten die Sowjets die Unzufriedenheit der Turkvölker im Ili-Gebiet im Norden von Xinjiang und unterstützten eine Rebellion gegen die Herrschaft der Kuomintang, um damit ihren Einfluss in der Region zu vergrößern.

## Rebellion
Viele der Turkvölker der Ili-Region hatten enge kulturelle, politische und wirtschaftliche Verbindungen mit Russland und danach mit der Sowjetunion. Viele von ihnen waren auch in der Sowjetunion ausgebildet worden und es gab eine Gemeinschaft von russischen Siedlern. Oft flohen türkische Rebellen in die Sowjetunion und die Sowjets halfen auch 1943 dabei das Sinkiang Turkic People's Liberation Committee (STPNLC) zu gründen und gegen die Herrschaft der Kuomintang in der Ili-Rebellion aufzubegehren. Der pro-sowjetische Uigure, der später Anführer der Revolte und der Zweiten Republik Ost-Turkestan wurde, Ehmetjan Qasimi, war in der Sowjetunion ausgebildet worden und galt als „Stalins Mann“ und als „kommunistisch gesinnter Progressiver“. Qasimi russifizierte seinen Namen in „Kasimov“ und wurde ein Mitglied der Kommunistischen Partei der Sowjetunion (KPdSU).
Liu Bin-Di war ein muslimischer Hui-Chinese. Er wurde von den Verantwortlichen der KMT in Ürümqi entsandt um das Stammland der Hui zu unterwerfen und die türkisch-muslimische Bewegung zu zerschlagen, die bereits in Aufruhr war. Er scheiterte jedoch, denn seine Truppen kamen zu spät. Mehrere türkische Kavallerieeinheiten, die von den Sowjets bewaffnet worden waren, drangen in Richtung Gulja nach China ein. Im November 1944 wurde Liu durch uigurische und kasachische Rebellen getötet. Das war der Anfang der Ili-Rebellion (Drei-Bezirke-Revolution), in der uigurische Ili-Rebellen gegen Truppen der Republik China kämpften.
Nachdem Sheng Shicai aus Xinjiang entfernt war, hatte die neue Kuomintang-Verwaltung zunehmend Probleme Recht und Ordnung aufrechtzuerhalten. Am 16. September 1944 waren Truppen in die Region Gongha entsandt worden, ein Gebiet, das hauptsächlich von Kasachen bevölkert war. Die Truppen waren jedoch nicht fähig, eine Gruppe Rebellen aufzuhalten. Am 8. Oktober hatten die Rebellen Nilka, den Sitz der Bezirksverwaltung, erobert. Im Oktober flammte die Drei-Bezirke-Revolution südlich von Gulja, in Ili, Altay und Tarbagatay im Norden von Xinjiang auf. Mit Unterstützung der Sowjetunion und von Exilanten, sicherten die Rebellen schnell die Kontrolle über die drei Distrikte und eroberten Gulja im November. Die ethnisch chinesische Bevölkerung in der Region wurde durch ethnische Säuberungen dezimiert. US-amerikanische Berichte geben die Deklaration wieder, mit welcher der Islamgelehrte Elihan Töre ein „Turkistan Islam Government“ ausrief:

„Die Turkestanische Islamische Regierung ist aufgestellt: Gelobt sei Allah für seine vielfachen Segnungen! Gepriesen sei Allah! Die Hilfe Allahs hat uns den Heldenmut gegeben, die Regierung der Unterdrücker, der Chinesen, abzuwerfen. Aber auch wenn wir uns selbst befreit haben, kann es denn in den Augen unseres Gottes erfreulich sein, wenn wir nur dastehen und zuschauen, während unsere Geschwister im Glauben... immer noch das blutige Leid der Unterdrückung unter der schwarzen Politik der Unterdrücker-Regierung der barbarischen Chinesen erleiden? Sicherlich wäre unser Gott nicht zufrieden. Wir werden unsere Waffen nicht niederlegen, bis wir uns befreit haben von den fünf blutigen Fingern der Macht unseres Chinesischen Unterdrückers, oder bis die eigentliche Wurzel der Chinesischen Unterdrücker-Regierung vertrocknet sind und vom Angesicht der Erde in Ost-Turkestan, das wir als unser Heimatland von unseren Vätern und Großvätern erhalten haben, abgestorben sind.“

Die Rebellen griffen Gulja am 7. November 1944 an und eroberten in Windeseile Teile der Stadt, massakrierten die Truppen der Kuomintang, erfuhren jedoch heftigen Widerstand von den Einheiten, die in den Elektrizitätswerken und der zentralen Polizeistation stationiert waren. Diese wurden erst am 13. November erobert. Die Deklaration der „Republik Ost-Turkestan“ (شەرقىي تۈركىستان جۇمھۇرىيىتى) erfolgte am 15. November. Die Sowjetarmee unterstützte die Ili-Uigurische Armee durch die Eroberung mehrerer Städte und Flugplätze. Auch nicht-kommunistische Russen („Weiße Russen“ und russische Siedler), die seit dem 19. Jahrhundert in Xinjiang gelebt hatten, unterstützten die Sowjetarmee und die Rebellen. Sie erlitten schwere Verluste. Viele Anführer der Republik Ostturkestan waren sowjetische Agenten oder hatten anderweitig Beziehungen zur Sowjetunion. Zu ihnen gehörten Abdulkerim Abbas, Ishaq Beg, Saifuddin Azizi und die „weißen Russen“ F. Leskin, A. Polinov, und Glimkin. Als die Rebellen Probleme hatten, das strategisch wichtige Flugfeld Airambek zu erobern, griffen die sowjetischen Militärs direkt ein und bombardierten die chinesischen Stellungen.
Die Rebellen schreckten auch nicht vor Massakern an han-chinesischen Zivilisten zurück und griffen speziell Personen an, die mit der KMT und mit Sheng Shicai in Verbindung gebracht wurden. In der „Gulja-Deklaration“ vom 5. Januar 1945 bedrohten die Verantwortlichen der neu gegründeten Republik die Han-Chinesen. Die Deklaration verkündete auch, dass die Republik sich um herzliche Beziehungen mit den Sowjets bemühen wollte. Später schwächten sich die Anti-Han-Tiraden der offiziellen Deklarationen ab, allerdings geschah dies erst, nachdem der größte Teil der han-chinesischen Zivilisten in dem Gebiet massakriert worden war. Diese Massaker fanden vor allem im Zeitraum von 1944–45 statt und die Kuomintang beantwortete die Untaten mit gleichermaßen grausamen Strafaktionen. In dem Gebiet der ETR wurden zudem weiter repressive Methoden gegen die Han-Chinesen angewandt. Außerdem wurde eine Geheimpolizei nach sowjetischem Muster eingeführt. Und während die nicht-muslimischen Tungusischen Völker wie die Xibe die Rebellen größtenteils unterstützten, erhielten sie von den muslimischen Tungan (Hui) in Ili kaum Unterstützung.
Die Forderungen der Rebellen beinhalteten das Ende chinesischer Herrschaft, Gleichheit für alle Nationalitäten, Anerkennung der einheimischen Sprachen, freundschaftliche Beziehungen mit der Sowjetunion und einen Stopp der chinesischen Immigration nach Xinjiang. Neu aufgestellt wurde die Ili-Nationalarmee. Im September 1945 besetzten die Kuomintang-Truppen und die INA Positionen auf den gegenüberliegenden Ufern des Flusses Manasi bei Ürümqi. Zu dieser Zeit hielt die ETR die Gebiete Zungaria und Kashgaria, während die Kuomintang das Gebiet um Ürümqi (Tihuwa) kontrollierte.
Die „Ili-Nationalarmee“ (INA, später in „Ostturkestanische Nationalarmee“ umbenannt) wurde am 8. April 1945 gegründet als militärischer Arm der ETR. Sie wurde von dem Kirgisen Ishaq Beg und den weißen Russen Polinov und Leskin angeführt. Alle drei waren pro-sowjetisch eingestellt und hatten selbst eine Vergangenheit in militärischen Funktionen beim sowjetischen Militär. Die Sowjets rüsteten die INA mit Munition und Uniformen nach russischem Schnitt aus und auch sowjetische Einheiten unterstützten die INA direkt bei Kämpfen gegen die chinesische Armee.
Ein Waffenstillstand wurde 1946 ausgerufen, wobei die ETR die Kontrolle über das Ili-Gebiet hatte und die Chinesen den Rest von Xinjiang, inklusive Ürümqi, kontrollierten.

## Verhandlungen und Koalitionsregierung in Ürümqi
Im August 1945 unterzeichnete China einen Freundschaftsvertrag und eine Allianz mit der Sowjetunion, in denen eine Reihe von Konzessionen gemacht wurden, die vorher schon die Vereinigten Staaten bei der Konferenz von Jalta zugestanden hatten. Damit endete die offene Unterstützung der Sowjets für die Republik Ostturkestan. Die Kuomintang erreichte eine Einigung mit den Führern der ETR im Juli 1946. In Endeffekt änderte sich nur wenig. Die ETR blieb ein de facto separater, pro-sowjetischer Staat mit eigener Währung und eigenem Militär. Politische Aktivitäten der Republik blieben auf die Union for the Defense of Peace and Democracy beschränkt, eine Partei nach dem Leninistischen Ein-Parteien-Modell. Offizielle Vertreter der Kuomintang erhielten keinen Zutritt zu den Drei Distrikten und im Gegenzug unterstützte die Kuomintang aktiv Oppositionelle. Bereits zu dieser Zeit gehörte Elihan Töre zu dieser Gruppe. Er verschwand bei einem Besuch in der Sowjetunion. Ein weiterer Führer war der Kasache Osman Batur, der sich von den Rebellen abwandte, als deren pro-sowjetische Orientierung offensichtlich wurde. Die Kuomintang ernannte mehrere einflussreiche Uiguren zu Beratern der Verwaltung von Xinjiang und Ehmetjan Qasimi, den Führer der ETR, zum Stellvertretenden Provinz-Vorsitzenden.
Bai Chongxi, ein Moslem und der Verteidigungsminister von China, wurde als Gouverneur von Xinjiang vorgeschlagen. Letztendlich wurde der Posten dann an Masud Sabri vergeben, einen Kuomintang-Befürworter und Uiguren, der ausgesprochen anti-sowjetisch eingestellt war.
Zum Ende des Chinesischen Bürgerkrieges im September 1949, als die Armee der Kuomintang und die Provinzregierung von Xinjiang zur Kommunistischen Partei Chinas (CPC) überliefen, stellten sich auch die Drei Distrikte auf die Seite der KPC und nahmen die Führung der Partei an. Damit endete die Revolution. Die Führer der Drei Distrikte schlossen sich der KPC an und die Armee wurde überführt in die Fünfte Armee der Volksbefreiungsarmee und in den 1950ern umgewandelt in das Xinjiang Produktions- und Konstruktions-Corps.

## Gegner

### Uigurische Gegner
Die KMT CC Clique unternahm Gegenmaßnahmen in Xinjiang um die konservativen, traditionalistischen, religiösen Uiguren in den Oasen in Süd-Xinjiang von einem Überlaufen zu den pro-sowjetischen, pro-russischen ETR-Uiguren in Ili in Nord-Xinjiang abzuhalten. Die KMT erlaubte es den drei anti-sowjetischen, pan-türkisch-nationalistischen Uiguren, Masud Sabri, Muhammad Amin Bughra und İsa Yusuf Alptekin pan-türkische nationalistische Propaganda zu verfassen und zu verbreiten um die Turk-Völker gegen die Sowjets aufzubringen und die Sowjets wurden dadurch schwer verärgert. Amerikanische Telegramme berichten daraufhin, dass uigurische Mobs in den Oasen forderten, dass die „Weißen Russen“ aus Xinjiang vertrieben würden, nachdem schon die Han-Chinesen vertrieben worden waren. Sie führten den Slogan: „Wir haben uns von den Gelben Männern befreit, jetzt müssen wir die Weißen zerstören.“
Viele Führer der Muslime aus Yining planten nach Tihwa (Ürümqi) zu gehen oder in Inner-China dem Druck der Sowjets zu entgehen. Sie lebten in Angst vor Anschlägen durch die Sowjetarmee.
Ehmetjan Qasimi forderte, dass Masud Sabri als Gouverneur abgesetzt würde und dass alle Gefangenen aus den Gefängnissen der Kuomintang entlassen würden.
Der uigurische Linguist Ibrahim Muti'i stellte sich gegen die Republik Ostturkestan und die Ili-Rebellion, weil sie von den Sowjets und von Stalin gesteuert wurden. Der ehemalige ETR-Führer Saifuddin Azizi entschuldigte sich später bei Ibrahim und gab zu, dass dessen Widerstand die richtige Entscheidung gewesen sei.

### Kasachische Überläufer
Osman Batur, der Führer der Kasachen, lief zur Kuomintang über und begann im Verlauf des Beitashan-Zwischenfalls (Baitag bogdin tulgaral, Байтаг богдын тулгарал; 北塔山事件; Běitǎshān shìjiàn; Pei-ta-shan shih-chien) gegen die Sowjetunion und die Mongolische Armee zu kämpfen.

## Der Beitashan-Zwischenfall
Der Beitashan-Zwischenfall war ein Grenzkonflikt zwischen der Republik China und der Mongolischen Volksrepublik. Das tunganische 14. Kavallerie-Regiment, das für die Kuomintang kämpfte, wurde entsandt um die sowjetische und mongolische Armee bei Beitashan an der Grenze zwischen Xinjiang und der Mongolei anzugreifen.
Es bestand schon vor 1945 eine Polizeistation, die mit einer chinesischen Polizeieinheit bemannt war.
Zunächst griffen chinesische Muslime und kasachische Truppeneinheiten, die für die Kuomintang kämpften, sowjetische und mongolische Truppen an. Im Juni 1947 führten die Mongolen und die Sowjets einen Angriff gegen die Kasachen und drängten sie hinter die chinesische Grenze zurück. Die Kämpfe dauerten etwa ein Jahr lang an. Dreizehn Gefechte ereigneten sich zwischen dem 5. Juni 1947 und Juli 1948.
Die Mongolen marschierten nach Xinjiang ein um Li Rihan, den pro-russischen "Special Commissioner", zu unterstützen und Kontrolle über Xinjiang von "Special Commissioner" Us Man (Osman Batur) zu erlangen, der die Republik China unterstützte. Das chinesische Verteidigungsministerium verkündete, dass Soldaten der Äußeren Mongolei bei Beitashan gefangen genommen worden seien und gab bekannt, dass militärische Einheiten noch bei Beitashan Widerstand leisteten.
Elite Hui-Kavallerie aus Qinghai wurde daraufhin von der Kuomintang entsandt um die Mongolen und die Russen 1947 zu besiegen.
Die chinesischen Truppen eroberten Beitashan zurück und setzten unter dem chinesischen General Ma Xizhen und dem Kasachen Osman Batur den Kampf gegen Sowjetische und Mongolische Flugzeuge fort. Chinas Legislativ-Yuan Forderte eine strengere Politik gegenüber Russland. Diese Kämpfe zogen sich durch den ganzen Juni 1947.
Osman Batur setzte die Kämpfe gegen die uigurischen Truppen des Yili-Regime in Nord-Ashan fort, nachdem er von den Sowjets besiegt worden war.

## Vereinnahmung der drei Distrikte durch die Volksrepublik China

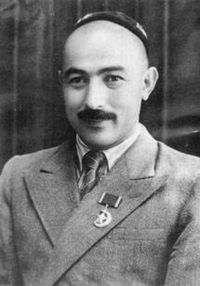
Ehmetjan Qasimi, Präsident der Republik Ostturkestan 1948, Gulja.

Im Juli 1949 überquerte die Volksbefreiungsarmee den Jangtsekiang und schnitt damit der Kuomintang-Verwaltung den Zugang zum südlichen Xinjiang ab. Ende 1949 flohen einige Kuomintang-Beamte nach Afghanistan, Indien und Pakistan, aber die meisten ergaben sich der Kommunistischen Partei. Am 17. August 1949 sandte die KPC Deng Liqun, um mit den Führern der ETR in Gulja (Yining) zu verhandeln. Mao Zedong lud die Führer der ETR ein, an der politischen Konsultativkonferenz dieses Jahres teilzunehmen. Die Führer der ETR reisten am 22. August mit Fahrzeugen durch Horgos in die Sowjetunion, begleitet vom sowjetischen Vize-Konsul in Gulja, Vasiliy Borisov, wo sie angewiesen wurden mit der KPC zu kooperieren. Verhandlungen zwischen ETR und sowjetischen Repräsentanten in Alma-Ata dauerten 3 Tage und hatten einen schweren Verlauf, weil sich Ehmetjan Qasimi weigerte die drei Distrikte in den zukünftigen Chinesischen Staat einzugliedern. In dieser Entscheidung war er ein Gegner von Abdulkerim Abbas und Luo Zhi. Es gab bereits einen Termin 1951 (Die Volksrepublik China war 2 Jahre vorher, am 1. Oktober 1949 ausgerufen worden).
Qasimi wollte die historische Chance nutzen für Uighuren und die anderen Völker von Xinjiang Freiheit und Unabhängigkeit zu erwerben. Daraufhin wurde der ETR-Delegation kurz vor dem Aufbruch nach Beijing das Angebot gemacht, Verhandlungen in Moskau direkt mit Stalin weiterzuführen. Am 24. August bestiegen Ehmetjan Qasimi, Abdulkerim Abbas, Ishaq Beg, Luo Zhi, Dalelkhan Sugirbayev und weitere Offiziere der ETR, insgesamt 11 Delegationsmitglieder ein Flugzeug in Alma-Ata, offiziell um nach Beijing zu fliegen. Der Flug wurde jedoch nach Moskau umgeleitet. Am 3. September informierte die Sowjetunion die Chinesische Regierung, dass das Flugzeug in der Nähe des Baikalsees auf dem Flug nach Beijing abgestürzt sei, wobei alle Insassen ums Leben gekommen seien. Am selben Tag sandte Molotow ein Telegramm nach Gulja an Saifuddin Azizi (Erziehungsminister der ETR und Mitglied der KPdSU), in dem er über den „tragischen Tod der hingebungsvollen Revolutionäre, inklusive Ehmetjan Qasimi, bei einem Flugunfall in der Nähe des Baikalsees auf dem Weg nach Beijing“ zu unterrichten. In Übereinstimmung mit Instruktionen von Moskau hielt Saifuddin Azizi diese Nachricht bis Anfang Dezember 1949 geheim, als die Körper der ETR-Führer aus der UdSSR überführt wurden und als die Chinesische Volksbefreiungsarmee von China bereits den größten Teil der Gebiete von Xinjiang unter ihre Kontrolle gebracht hatte.
Nach dem Zerfall der Sowjetunion 1991 eröffneten ehemalige KGB-Generäle und hohe Offiziere (unter anderem Pawel Anatoljewitsch Sudoplatow), dass fünf hochrangige ETR-Führer auf Stalins Befehl am 27. August 1949 in Moskau hingerichtet worden seien, nach einer drei-tägigen Einkerkerung in den ehemaligen Stallungen des Zaren, nachdem sie bereits bei der Ankunft durch den Generaloberst Wiktor Semjonowitsch Abakumow des Ministeriums für Staatssicherheit (MGB) verhaftet und verhört und dann zum Tode verurteilt worden waren. Gerüchteweise wurde dies in Übereinkunft zwischen Stalin und Mao Zedong so durchgeführt, wobei diese Anschuldigungen nie bewiesen wurden. Die Verbliebenen Führer der ETR, inklusive Saifuddin Azizi (der die Zweite Delegation der ETR zur Konsultativkonferenz im September 1949 in Beijing geleitet hatte), stimmten der Eingliederung der Drei Distrikte in die Autonome Region Xinjiang zu und nahmen hohe Posten in der Verwaltung an. Einige Kasachen unter Osman Batur setzten jedoch ihren Widerstand bis 1954 fort.
Saifuddin wurde der Erste Vorsitzende der Uigurischen Autonomen Region Xinjiang, die 1955 anstelle der Provinz Xinjiang geschaffen wurde. Die ersten Einheiten der Volksbefreiungsarmee langten am 20. Oktober 1949 in sowjetischen Flugzeugen auf dem Flughafen Ürümqi an und übernahmen die Kontrolle im Norden von Xinjiang, dann zogen sie gemeinsam mit Truppen der Ili-Nationalarmee in den Süden von Xinjiang und erlangten damit die Kontrolle über alle 10 Distrikte von Xinjiang. Bereits früher, am 26. September 1949, hatten 100.000 Mann der Nationalrevolutionären Armee der Kuomintang die Seiten gewechselt und waren zur KPC übergetreten zusammen mit dem Vorsitzenden der Provinzregierung Burhan Shahidi. Shahidi war einer der wenigen, die um die Vorfälle in der UdSSR wusste. Am 20. Dezember 1949 wurde die Ili-Nationalarmee in die Volksbefreiungsarmee als 5. Armeecorps aufgenommen und die abschließende politische Gestaltung der Provinz erfolgte 1955, als sie zur Autonomen Region für 13 Nationalitäten erklärt wurde.

## Nationalarmee
Die National-Armee der Republik Ostturkestan wurde am 8. April 1945 gegründet und bestand aus sechs Regimentern:
Suidun Infantrie-Regiment, Gulja Regiment, Kensai Regiment, Gulja Reserve Regiment, Kasachhisches Kavallerie Regiment, Dungan Regiment, Sibo Battaillion, Mongolisches Battaillion
Als kasachische irreguläre Einheiten unter Osman Batur 1947 zur Kuomintang überliefen, folgte auch das kasachische Kavallerieregiment dem Anführer. Der motorisierte Teil der Armee bestand aus einer Artillerie-Division, mit zwölf Kanonen, zwei gepanzerten Fahrzeugen und zwei Panzern. Die Luftstreitkräfte verfügten über zwei Flugzeuge, die im Januar 1945 auf dem Flugfeld der Kuomintang in Gulja erbeutet worden waren, wenn auch beschädigt. Einige der Flugzeuge wurden von sowjetischen Technikern repariert. Diese Flugzeuge nahmen an den Schlachten zwischen den Rebellen und der Kuomintang um Shihezi und in Jinghe im September 1945 teil.
In dieser Schlacht wurden sowohl die Militärbasen der Kuomintang und die Ölfelder in Dushanzi erobert. Ein weiteres Flugzeug der Kuomintang wurde erbeutet und einige Abteilungen rückten bis zum Fluss Manasi im Norden von Ürümqi vor. Eine Offensive auf die Hauptstadt von Xinjiang wurde jedoch aufgrund von Druck aus Moskau auf die Führung der Rebellen abgeblasen, die daraufhin ihr Einverständnis zu Friedensverhandlungen mit der Kuomintang erklärten. Moskau befahl der National Armee das Feuer an allen Grenzen einzustellen. Die ersten Friedensgespräche zwischen den Rebellen und der Kuomintang folgten nach Chiang Kai Sheks Ansprache im Chinesischen Staatlichen Radio, in der er anbot „die Xinjiang-Krise friedlich beizulegen“. Die Friedensgespräche wurden von der Sowjetunion moderiert und begannen am 14. Oktober 1945 in Ürümqi.
Die Nationalarmee verfügte über 25.000 bis 30.000 Soldaten. In Übereinstimmung mit den Friedensabkommen, die mit Chiang Kai-Shek am 6. Juni 1946 unterzeichnet wurden, wurde die Stärke aus 11–12.000 Mann reduziert und auf Militärstützpunkte beschränkt, die nur in den Drei Distrikten (Ili, Tarbaghatai und Altai) lagen. Die Einheiten der Nationalarmee aus dem Süden von Xinjiang wurden genauso abgezogen, wodurch die strategisch wichtige Altstadt von Aksu und die Straße von Ürümqi nach Kaschgar frei wurde. Das gab der Kuomintang die Gelegenheit zwischen 1946 und 1947 70.000 Mann zu schicken und die Rebellion im Pamir zu unterdrücken.
Diese Rebellion begann am 19. August 1945 im Gebiet von Sariqol im Taghdumbash Pamir ausgebrochen. Rebellen unter der Führung des Uiguren Sadiq Khan Khoja aus Kargilik und des Sariqoli-Tadschiken Karavan Shah eroberten alle Grenzposten nach Afghanistan zur Sowjetunion und Indien (Su-Bashi, Daftar, Mintaka Qarawul, Bulunqul), sowie eine Taschkurgan-Festung. Die Rebellen überrumpelten die Kuomintang-Einheiten, als diese die Kapitulation der Japanischen Armee in der Mandschurei feierten. Wenige Kuomintang-Soldaten in Sariqol überlebten und flohen nach Indien. Der Ursprung der Rebellion lag im Gebirgsdorf Tagarma, nahe der sowjetischen Grenze. Am 15. September 1945 eroberten die Taschkurgan-Rebellen Igiz-Yar an der Straße nach Yangihissar, während eine andere Gruppe zur gleichen Zeit Oitagh, Bostan-Terek und Tashmalik an der Straße nach Kashgar einnahmen.
End 1945 führten die Taschkurgan-Rebellen eine Offensive gegen Kaschgar und Yarkand. Am 2. Januar 1946, als noch das vorläufige Friedensabkommen zwischen den Ili-Rebellen und den Kuomintang-Repräsentanten unterzeichnet wurde, eroberten die anderen Rebellen Guma, Kargilik und Poskam, wichtige Städte, die die Kommunikation zwischen Xinjiang, Tibet und Indien kontrollierten. Am 11. Januar 1946 führte die Kuomintang-Armee einen Gegenangriff in das Gebiet von Yarkand mit Unterstützung aus der Aksu-Region. Die Angreifer vertrieben die Taschkurgan-Rebellen aus der Umgebung von Yarkand, eroberten Poskam, Kargilik und Guma zurück und brachten die Region Taschkurgan wieder unter Chinesische Kontrolle.
Nur einige hundert der etwa 7.000 Rebellen überlebten. Die Überlebenden zogen sich in die Gebirgsregion in Qosrap (heute ein Dorf im Kreis Akto) zurück. Die Nationalarmee blieb danach inaktive bis 1949, als die Volksbefreiungsarmee nach Xinjiang einmarschierte.
Deng Li-Chun, ein Sondergesandter von Mao Zedong, erreichte Gulja am 17. August 1949 und begann Unterhandlungen mit der Führung der ETR. Deng sandte bereits am folgenden Tag ein geheimes Telegramm über die Armee der ETR an Mao, worin er die Truppenstärke auf ca. 14.000 Mann bezifferte, beschrieb, dass sie hauptsächlich deutsche Waffen besäßen, auch schwere Artillerie, 120 Militärfahrzeuge und Artillerie-Zugmaschinen, sowie rund 6.000 Kavalleriepferde. Das sowjetisch Militärpersonal war in der Armee integriert und bediente die vierzehn Flugzeuge, die als Bomber benutzt wurden. Am 20. Dezember 1949 wurde die Nationalarmee in die Volksbefreiungsarmee als 5. Armeecorps für Xinjiang eingegliedert.

## Presse
Ostturkestan verfügte über die Zeitung Azat Sherkiy Turkistan („Freies Ostturkestan“), die am 17. November 1944 erstmals erschien, fünf Tage nach Ausrufung der Republik. Die Zeitung wurde später in Inqlawiy Sherkiy Turkistan („Revolutionäres Ostturkestan“) umbenannt.

## Menschen und Ereignisse im Umfeld
Laut der Autobiographie von Rebiya Kadeer war ihr Vater einer der pro-sowjetischen uigurischen Rebellen in der Ili-Rebellion (1944-1946) und stützte sich auf sowjetische Hilfe um gegen die Regierung der Republik China unter Chiang Kai-shek zu kämpfen. Kadeer und ihre Familie waren mit Weißen Russischen Exilanten in Xinjiang eng befreundet und Kadeer erinnert sich, dass viele Uiguren die russische Kultur als fortschrittlicher wahrnahmen und die Russen respektierten.
Im Xinjiang-Konflikt in den 1960ern unterstützte die Sowjetunion erneut uigurische Separatisten gegen China. Die Sowjetunion veranlasste separatistische Aktivitäten in Xinjiang durch Propaganda und ermutigte Kasachen in die Sowjetunion zu fliehen und China anzugreifen. China antwortete durch Befestigung der Xinjiang-Sowjetischen Grenze mit Milizen von Han-Bingtuan und Farmern. Die Sowjets intensivierten ihre Nachrichtensendungen, in denen sie uigurische Revolten gegen China im Radio Tashkent seit 1967 beschworen und direkt begünstigten und förderten. 1966 belief sich die Anzahl der von den Sowjets angezettelten separatistischen Angriffe auf China auf 5.000. Die Sowjets übertrugen am 14. Mai 1967 eine Radiosendung von Radio Tashkent nach Xinjiang, in der man sich brüstete, dass die Sowjets bereits die Zweite Republik Ostturkestan gegen China unterstützt hätten. Zusätzlich zu Radio Tashkent waren andere sowjetische Propagandaorgane damit beschäftigt, Propaganda unter Uiguren zu verbreiten, durch die Unabhängigkeit und Revolte gegenüber China beschworen wurde. Unter anderem waren das Radio Alma-Ata und die in Alma-Ata publizierte Zeitung Sherki Türkistan Evazi („Die Stimme Ost-Turkestans“). Nach dem Chinesisch-sowjetischen Zerwürfnis 1962 flohen ca. 60.000 Uiguren und Kasachen in die Kasachische Sozialistische Sowjetrepublik, in Hoffnung auf die sowjetische Propaganda, die Unabhängigkeit für Xinjiang versprach. Uigurische Exilanten drohten später China mit dem Aufmarsch einer uigurischen „Befreiungsarmee“ aus Tausenden, die vorgeblich aus den sowjetisierten Emigranten rekrutiert worden seien.
Die Sowjetunion war auch für die Finanzierung und Unterstützung der East Turkestan People's Revolutionary Party (ETPRP) verantwortlich, der größten militanten uigurischen separatistischen Organisation ihrer Zeit, die eine gewaltsamen Aufstand gegen China 1968 anführte. In den 1970ern unterstützten die Sowjets dann die United Revolutionary Front of East Turkestan (URFET).
1969 kämpften chinesische und sowjetische Truppen direkt gegeneinander an der Xinjiang-Sowjetischen Grenze.
Sowjetische Turkologen wie Dmitriĭ Ivanovich Tikhonov schrieben propagandistische Werke über die uigurische Geschichte und der von den Sowjets unterstützte uigurische Historiker Tursun Rakhimov schrieb historische Werke, die offen für die uigurische Unabhängigkeit warben und die chinesische Regierung angriffen, in denen er die Behauptung aufstellte, dass Xinjiang ein Konstrukt Chinas sei, dass aus verschiedenen Teilen Ost-Turkestans und Zungarias zusammengesetzt worden sei. Diese sowjetischen uigurischen Historiker führten einen „ideologischen Krieg“ gegen China und hoben die „nationale Befreiungsbewegung“ der Uiguren in der Geschichte hervor. Die sowjetische kommunistische Partei unterstützte die Publikation von Werken, die die Zweite Republik Ostturkestan und die Ili-Rebellion gegen China in einem antichinesischen Propagandakrieg priesen. Sowjetische Propagandaschriftsteller schrieben darüber, dass die Uiguren nur in einem sowjetischen Zentral-Asien ein besseres Leben und echte Ausübung ihrer eigenen Kultur durchsetzen könnten. 1979 verfasste der sowjetische KGB-Agent Victor Louis eine Doktorarbeit, in der er forderte, dass die Sowjets einen „Befreiungskrieg“ gegen das „imperialistische“ China in Unterstützung für Uiguren, Tibeter, Mongolen und Mandschu führen solle. Und der KGB unterstützte natürlich auch direkt uigurische Separatisten gegen China.
Der uigurische nationalistische Historiker Turghun Almas und sein Buch Uyghurlar (Die Uiguren) und andere nationalistische Werke wurden durch die Sowjets als „fest gegründet“ in Turkologie gepriesen und waren sowohl einflussreich als auch begründend für viele andere Werke. Sowjetische Historiographie verbreitete auch uigurische Geschichte nach dem Werk „Uyghurlar“. Almas behauptete, dass Zentralasien das „Mutterland der Uiguren“ sei und auch die „antike goldene Wiege der Weltkultur“.
Xinjiangs Bedeutung für China nahm nach der Sowjetischen Intervention in Afghanistan 1979 noch zu und China fühlte sich zunehmend von den Sowjets eingekreist. Die Chinesen unterstützten im Gegenzug die afghanischen Mudschahidin während der sowjetischen Invasion und strahlte Reportagen über sowjetische Gräueltaten gegenüber den afghanischen Muslimen auf Uigurisch aus als Antwort auf die sowjetischen Propagandasendungen in Xinjiang. Die Sowjets fürchteten daraufhin um die Loyalität unter den nicht-russischen Kasachen, Usbeken und Kirgisen, im Falle, dass die Chinesen die Sowjetunion angreifen könnten. Und bei Konflikten wurden die Russen bedroht mit der Drohung „Wartet nur bis die Chinesen Kommen, die werden Euch zeigen, was was ist!“. Die chinesische Regierung sah eine Besiedlung mit Han-Chinesen in Xinjiang als lebenswichtig an um das Gebiet gegen die Sowjetunion zu verteidigen und unterhielt Trainingscamps für afghanische Mudschahidin bei Kashgar und Hotan und unterstützte sie mit Waffen, Raketen, Minen und Panzerabwehrwaffen im Wert von mehreren Hundert Mio. Dollar.